# Yargelis Savigne
Yargelis Savigne Herrera (Guantánamo, Cuba, 13 de novembre de 1984) és una exatleta cubana especialista en salt de longitud i triple salt. Es va proclamar campiona mundial de triple salt en els mundials de Osaka 2007 i va ser subcampiona en els de Hèlsinki 2005.
Va començar en l'atletisme de la mà de l'entrenador Arnaldo Charadán. El 2001 va aconseguir proclamar-se campiona nacional juvenil en salt de longitud. El 2002 va aconseguir el títol Centreamericà i del Carib també en categoria juvenil.
El seu primer gran èxit internacional en categoria absoluta va ser la medalla de bronze en salt de longitud en els Jocs Panamericans de Santo Domingo 2003.
A partir de 2005 va començar a compaginar les proves de salt de longitud i triple salt. Precisament aquest any va donar la gran sorpresa en guanyar la medalla de plata de triple salt als Campionats del Món de Hèlsinki, malgrat no partir entre les favorites. La seva marca va ser de 14,82 sent només superada per la jamaicana Trecia Smith amb 15,11. A més en aquests mateixos mundials va ser quarta en salt de longitud.
2007 ha estat el seu millor any fins al moment. La temporada en pista coberta va ser la líder del rànquing mundial amb un salt de 14,80 assolit en Düsseldorf. Ja en l'estiu va aconseguir dues medalles en els Jocs Panamericans de Rio de Janeiro (or en triple salt i bronze en salt de longitud).
En els Campionats del Món d'Osaka 2007 va aconseguir proclamar-se campiona mundial de triple salt fent la seva millor marca de sempre amb 15,28 vencent àmpliament a la russa Tatiana Lébedeva (plata amb 15,07) i a la grega Hrysopiyi Devetzi (bronze amb 15,04). Es va retirar de les competicions atlètiques l'any 2013.
Mesura 1,65m i pesa 53 kg. El seu entrenador era Milà Matos, el mateix que també va entrenar a Iván Pedroso.

## Marques personals
- A l'aire lliure
  - Salt de longitud - 6,77m (l'Havana, 19 Maig 2005)
  - Triple salt - 15,28m (Osaka, 31 Ago 2007)
- En pista coberta
  - Salt de longitud - 6,79m (Stuttgart, 3 Feb 2007)
  - Triple salt - 15,05m (València, 8 Mar 2008)

## Resultats
| Any  | Competició                            | Lloc           | Lloc                        | Marca        |
| ---- | ------------------------------------- | -------------- | --------------------------- | ------------ |
| 2003 | Jocs Panamericans                     | Santo Domingo  | 3a en Longitud              | 6,40m        |
| 2005 | Campionat del Món                     | Hèlsinki       | 2a en Triple 4a en Longitud | 14,82m 6,69m |
| 2005 | Final Mundial de la IAAF              | Mònaco         | 3a en Triple                | 14,81m       |
| 2006 | Campionat del Món Indoor              | Moscou         | 5a en Triple 6a en Longitud | 14,72m 6,51m |
| 2007 | Jocs Panamericans                     | Rio de Janeiro | 3a en Longitud 1a en Triple | 6,66m 14,80m |
| 2007 | Campionat del Món                     | Osaka          | 1a en Triple                | 15,28m       |
| 2007 | Final Mundial de la IAAF              | Stuttgart      | 1a en Triple                | 14,78m       |
| 2009 | Campionat Mundial d'Atletisme de 2009 | Berlín         | 1a en Triple                | 14,95m       |